# Шахи на всеафриканських іграх
Змагання з шахів на всеафриканських іграх уперше відбулись 2003 року й відтоді проходять регулярно.

## Змагання по роках
| Ігри | Рік  | Місто-господар | Країна-господар |
| ---- | ---- | -------------- | --------------- |
| VIII | 2003 | Абуджа         | Нігерія         |
| IX   | 2007 | Алжир          | Алжир           |
| X    | 2011 | Мапуту         | Мозамбік        |

## Таблиця медалей
| Місце   | Країна   | Золото | Срібло | Бронза | Загалом |
| ------- | -------- | ------ | ------ | ------ | ------- |
| 1       | Єгипет   | 16     | 0      | 4      | 20      |
| 2       | Алжир    | 11     | 4      | 1      | 16      |
| 3       | Нігерія  | 8      | 0      | 2      | 10      |
| 4       | Ангола   | 2      | 0      | 2      | 4       |
| 5       | ПАР      | 1      | 9      | 3      | 13      |
| 6       | Лівія    | 1      | 0      | 0      | 1       |
| 6       | Зімбабве | 1      | 0      | 0      | 1       |
| 8       | Ботсвана | 0      | 2      | 1      | 3       |
| 9       | Замбія   | 0      | 1      | 2      | 3       |
| 10      | Мозамбік | 0      | 0      | 1      | 1       |
| Загалом | Загалом  | 40     | 16     | 16     | 72      |